# Герб Пересвєта
Місто Пересвєт Московської області має власну символіку: герб та прапор. Міську символіку було ухвалено 15 березня 2006 року.

## Опис
У блакитному полі золотий схимник, який скаче на коні того ж металу, тримає наперевіс золотий спис, з червленим щитом з золотим хрестом, умбоном та рантом, вершник супроводжується у лівому верхньому та правому нижньому кутках срібними чотирьохпроменовими зірками з одним довгим променем, скерованим в кут.

## Обґрунтування символіки
В основі герба зображення давньоросійського богатиря, святого Олександра Пересвєта, який у 1380 році уславився в битві з Челобеєм на початку Куликовської битви. Хрест на щиті воїна нагадує про легенду про те що Пересвєта на битву благословив Сергій Радонезький, на честь якого названо район. Богатир показаний на коні, який скаче вперед та вверх, як би показує постійне прагнення мешканців міста до досконалості, до наукового пізнання невідомого, яке було здійснено мешканцями у розвиток космічної галузі. На зв’язок міста з освоєнням космосу вказують срібні чотирьохпроменеві зірки.
Блакитний колір символізує космічні далі, а також мир, щирість, честь, славу, відданість, істину.
Золото в геральдиці символізує міцність, велич, багатство, інтелект, великодушність та прозріння, а у стосунку до персонажу герба – світло святості, є геральдичним аналогом німбу.
Золотий плащ за спиною Пересвєта символізує вогонь, який виривається із сопел космічних ракет під час їх старту та польоту. Срібло в геральдиці – символ простоти, досконалості, мудрості, благородства, миру, взаємоспівробітництва.
Червоний колір символ мужності, активності, енергії, свята, жертовності та краси.